# Raiz (álbum de Candeia)
Raiz é o segundo álbum de estúdio do sambista carioca Candeia. Foi lançado originalmente em 1971 pela gravadora Equipe.
Cinco anos depois, foi relançado pelo selo Padrão, com o nome de “Filosofia do Samba”, uma capa diferente e alterações na ordem original das faixas.

## Faixas

### Disco
Lado A
1. Vem é lua (Candeia) - 2:35
2. Filosofia do samba (Candeia) - 2:13
3. Silencio tamborim (Wilson Bombeiro / Anézio) - 3:00
4. Saudade (Candeia / Arthur Poerne) - 3:03
5. A hora e a vez do samba (Candeia) - 2:55
6. Saudação a Toco Preto (Candeia) - 2:44

Lado B
1. Vai pro lado de lá (Candeia / Euclenes) - 3:03
2. Regresso (Candeia) - 2:02
3. De qualquer maneira (Candeia) - 3:24
4. Imaginação (Candeia / Aldecy) - 3:31
5. Minhas madrugadas (Candeia / Paulinho da Viola) - 2:22
6. Quarto escuro (Candeia) - 3:09